# Radiometrische Füllstandmessung
Bei der radiometrischen Füllstandmessung handelt es sich um Methoden, den Befüllungszustand etwa von Tankbehältern mit Hilfe von Gammastrahlung zu ermitteln.

## Physikalisches Prinzip
Im Bereich der Füllstandmesstechnik stehen heute unterschiedliche physikalische Verfahren zur Verfügung. Dabei haben alle die Erkennung und Signalisierung von Füllständen bzw. Grenzständen gemeinsam.
Das radiometrische Messprinzip beruht darauf, dass Gammastrahlen beim Durchdringen von Materie abgeschwächt werden. Es kann für verschiedene Messaufgaben verwendet werden:

### Grenzstanderfassung
Ein Gammastrahler und dazugehöriger Transmitter sind an gegenüberliegenden Seiten des Behälters auf der Höhe der gewünschten Füllstandgrenze angebracht. Der Transmitter wandelt die empfangene Strahlungsintensität in ein Prozent-Signal um. „0 %“ bedeutet, dass der Strahlengang frei ist, der Füllstand also unter der Grenze liegt. „100 %“ bedeutet, dass der Strahlengang vollständig bedeckt ist, der Füllstand also über der Grenze liegt.

### Kontinuierliche Füllstandmessung
Wenn die Dichte des Mediums bekannt ist, kann der Füllstand aus der Absorption bestimmt werden, wenn der Behälter von unten nach oben (oder umgekehrt) durchstrahlt wird. Eine andere Methode besteht darin, einen Gammastrahler und einen stabförmigen Gammadetektor an gegenüberliegenden Seiten des Behälters anzubringen. Aus der gesamten Strahlungsintensität, die auf den Detektor auftrifft, kann der Füllstand berechnet werden.

### Trennschichtmessung
Ein Gammastrahler und ein Transmitter sind an gegenüberliegenden Seiten des Behälters angebracht, so dass beide Flüssigkeiten durchstrahlt werden. Der Gammastrahler kann auch im Inneren des Behälters angebracht werden. Der Transmitter berechnet aus der Intensität der empfangenen Strahlung die Position der Grenzschicht. Ihr Wert liegt zwischen 0 % (tiefstmögliche Position) und 100 % (höchstmögliche Position).

### Dichte- oder Konzentrationsmessung
Ein Gammastrahler und ein Transmitter sind an gegenüberliegenden Seiten eines Messrohres angebracht. Aus der Intensität der empfangenen Strahlung berechnet der Transmitter die Dichte oder die Konzentration des Messgutes. Wenn zusätzlich ein Temperatursensor (5) angeschlossen ist, berücksichtigt der Transmitter die Wärmeausdehnung des Messgutes. Dann gibt er die gemessene Dichte nicht direkt aus, sondern berechnet aus ihr diejenige Dichte, die das Messgut bei einer vom Anwender gewählten Standardtemperatur hätte. Außerdem kann das Dichtesignal des Transmitters mit dem Signal eines Volumen-Durchflussmessgerätes (6) kombiniert und aus diesen beiden Signalen der Massendurchfluss berechnet werden.

## Aufbau einer radiometrischen Messeinrichtung
Eine radiometrische Messeinrichtung besteht typischerweise aus folgenden Komponenten:

### Gammastrahler
Als Gammastrahler dient üblicherweise ein 137Cs oder 60Co-Präparat. Zur Anpassung an die jeweilige Anwendung werden Gammastrahler verschiedener Aktivität ausgewählt.

### Strahlenschutzbehälter
Der Gammastrahler ist in einen Strahlenschutzbehälter eingebaut, der die Strahlung nur in einer Richtung austreten lässt und sie in alle anderen Richtungen abschirmt. Verschiedene Strahlenschutzbehälter unterscheiden sich in Größe und Strahlenaustrittswinkel.

### Kompakttransmitter
Der Kompakttransmitter enthält einen Szintillator, einen Photomultiplier und die Auswerteelektronik. Auftreffende Gammastrahlung erzeugt im Szintillator Lichtblitze. Diese gelangen zum Photomultiplier, wo sie in elektrische Impulse umgewandelt und verstärkt werden. Die Impulsrate (Anzahl der Impulse pro Sekunde) ist ein Maß für die Intensität der Strahlung. Je nach Kalibrierung wird die Impulsrate von der Auswerteelektronik in ein Füllstand-, Grenzsschalter-, Dichte- oder Konzentrationssignal umgerechnet. Zur Anpassung an die jeweilige Anwendung wird der Transmitter mit einem NaJ-Kristall oder mit Kunststoffszintillatoren in verschiedenen Längen ausgewählt.

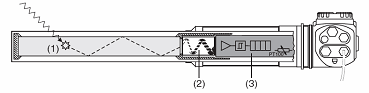
Funktionsweise eines radiometrischen Kompakttransmitters

Funktionsweise eines radiometrischen Kompakttransmitters:
(1) Gammastrahlen erzeugen im Szintillator Lichtblitze, (2) Der Photomultiplier wandelt die Blitze in elektrische Impulse um und verstärkt sie, (3) Die Auswerteelektronik berechnet aus der Impulsrate den Messwert.

## Typische Anwendungen
Der Einsatzbereich einer radiometrischen Messeinrichtung ist die kontinuierliche, berührungslose Messung in Flüssigkeiten, Feststoffen, Suspensionen oder Schlämmen. Dies ist bei extremen Messbedingungen, z. B. hoher Druck, hoher Temperatur, Korrosivität, Toxizität und Abrasion möglich in verschiedensten Prozessbehältern, wie Reaktoren, Autoklaven, Separatoren, Säurebehälter, Mischer, Zyklonen oder Kupolöfen möglich.
Weitere Anwendungen sind der Einsatz zur Grenzstanderfassung, Dichtemessung, Gammagraphieerkennung oder Trennschichtmessung.